# Врагов, Анатолий Петрович
Анатолий Петрович Врагов (укр. Анатолій Петрович Врагов; 28 ноября 1936, Семеновка — 31 декабря 2008, Сумы) — советский и украинский ученый, специалист в области машин и аппаратов химического производства. Доктор технических наук (1993), профессор (1995). Автор более 180 научных работ, в том числе 8 книг, 70 статей, 18 авторских свидетельств на изобретения, а также учебно-методических разработок.

## Биография
Родился 28 ноября 1936 года в Семеновке.
В 1959 году окончил факультет химического машиностроения Киевского политехнического института по специальности «Машины и аппараты химических производств» (квалификация — инженер-механик).
В 1958—1959 годах — конструктор киевского завода «Большевик».
В 1959—1962 годах — инженер, старший инженер Кемеровского филиала Государственного института азотной промышленности.
В 1962—1971 годах — заведующий лабораторией, старший преподаватель, доцент кафедры процессов, машин и аппаратов химических производств Кузбасского политехнического института. Кандидатскую диссертацию защитил в 1969 году в МХТИ им. Д. И. Менделеева, в 1971 году получил ученое звание доцента.
В 1971—1994 годах — доцент кафедры химической техники и промышленной экологии (с 2000 года — процессов и оборудования химических и нефтеперерабатывающих производств) Сумского университета, в 1994—1998 годах и с 2003 года — профессор, в 1998—2003 годах — заведующий кафедрой.
Область научных интересов: производство минеральных солей и удобрений, гидродинамика и массообмен в дисперсных системах, процессы и техника кристаллизации солей из растворов, оптимизация процессов и аппаратов химических производств, природоохранных технологий и нефтеперерабатывающих производств.
Скончался 31 декабря 2008 года в Сумах.